# Cincinnati Bengals 2018
La stagione 2018 dei Cincinnati Bengals è stata la 51ª della franchigia, la 49ª nella National Football League e la 16ª e ultima con Marvin Lewis come capo-allenatore. Questi aveva portato la squadra a 5 titoli di division e a 7 qualificazioni ai playoff, dove però non colse alcuna vittoria. Fu licenziato dopo un bilancio di 6-10 e l'ultimo posto nella division. 

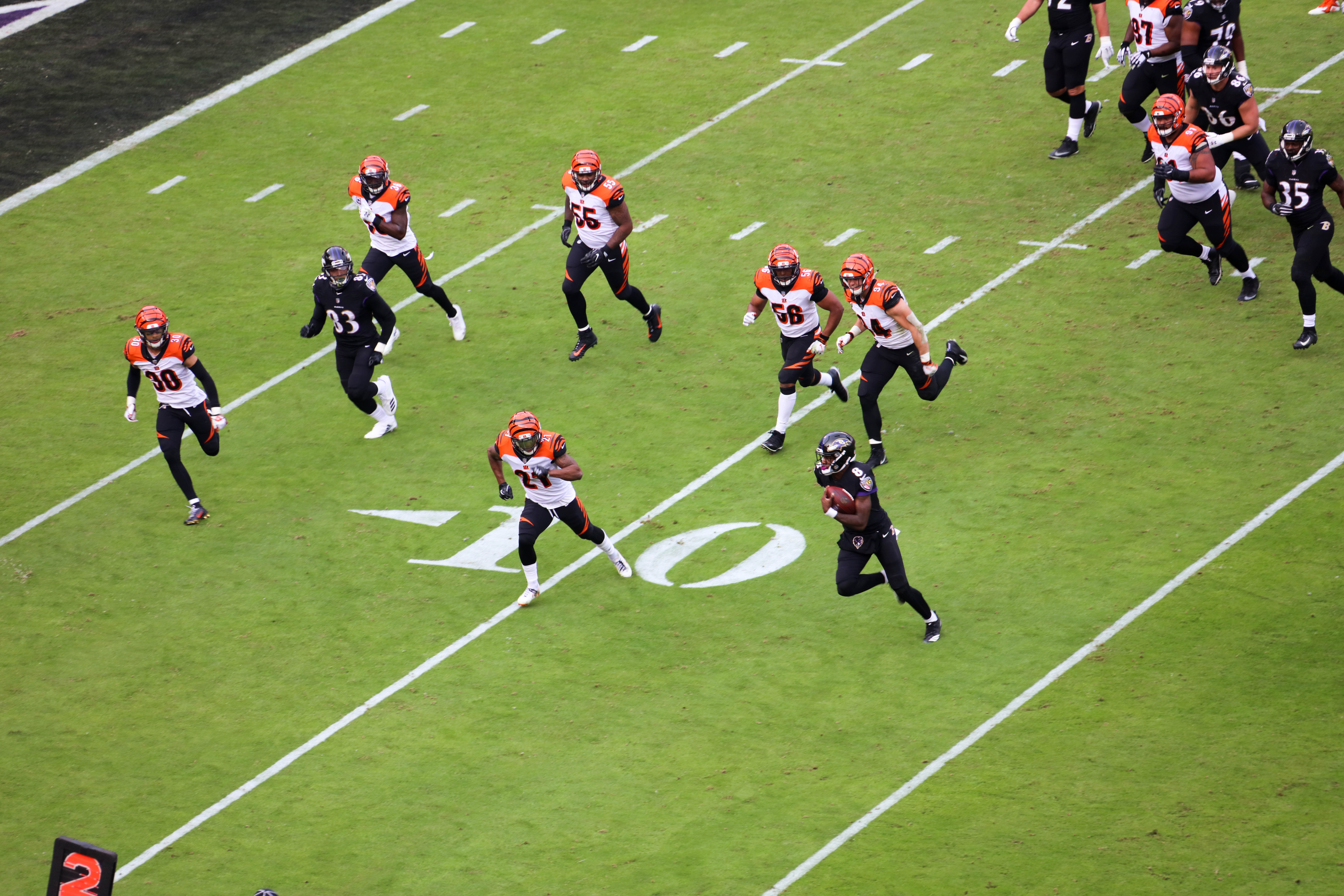
La partita contro i Ravens del 18 novembre

## Pre-stagione

### Acquisti e trasferimenti

#### Acquisti
| Arrivi |                  |                     |                    |                      |
| Ruolo  | Giocatore        | Squadra nel 2017    | Data dell'ingaggio | Contratto            |
| DT     | Chris Baker      | Tampa Bay Buccaners | 7 marzo            | 1 anno/$3 milioni    |
| P      | Kevin Huber      | Cincinnati Bengals  | 14 marzo           | 3 anni/$7,95 milioni |
| OT     | Cordy Glenn      | Cincinnati Bengals  | 14 marzo           |                      |
| TE     | Tyler Eifert     | Cincinnati Bengals  | 15 marzo           | 1 anno/$5,5 milioni  |
| LB     | Preston Brown    | Buffalo Bills       | 16 marzo           | 1 anno/4 milioni     |
| QB     | Matt Barkley     | Arizona Cardinals   | 17 marzo           | 2 anni/$3,5 milioni  |
| TE     | Moritz Böhringer | Minnesota Vikings   | 1 maggio           | 1 anno/$480.000      |

#### Trasferimenti
| Partenze |                |                      |                    |                     |
| Ruolo    | Giocatore      | Squadra nel 2018     | Data dell'ingaggio | Contratto           |
| CB       | Adam Jones     |                      |                    |                     |
| DT       | Chris Smith    | Cleveland Browns     | 14 marzo           | 3 anni/$12 milioni  |
| QB       | A.J. McCarron  | Buffalo Bills        | 14 marzo           | 2 anni/$10 milioni  |
| G        | Andre Smith    | Arizona Cardinals    | 16 marzo milioni   |                     |
| RB       | Jeremy Hill    | New England Patriots | 17 marzo           | 1 anno/$1,5 milioni |
| C        | Russell Bodine | Buffalo Bills        | 19 marzo           | 2 anni/$5 milioni   |
| LB       | Kevin Minter   | New York Jets        | 9 aprile           | 1 anno/$800.000     |
| RB       | Cedric Peerman |                      |                    |                     |
| OT       | Eric Winston   |                      |                    |                     |
| DT       | Pat Sims       |                      |                    |                     |

## Scelte nel Draft 2018
| Scelte dei Bengals nel Draft 2018 |        |                  |       |                  |                      |
| Giro                              | Scelta | Giocatore        | Ruolo | College          | Note                 |
| 1                                 | 21     | Billy Price      | C     | Ohio State       | Da Buffalo           |
| 2                                 | 54     | Jessie Bates III | S     | Wake Forest      | Da Kansas City       |
| 3                                 | 77     | Sam Hubbard      | DE    | Ohio State       |                      |
| 3                                 | 78     | Malik Jefferson  | LB    | Texas            | Da Kansas City       |
| 4                                 | 112    | Mark Walton      | RB    | Miami (FL)       |                      |
| 5                                 | 151    | Davontae Harris  | CB    | Illinois State   |                      |
| 5                                 | 158    | Andrew Brown     | DE    | Virginia         | Da Buffalo           |
| 5                                 | 170    | Darius Phillips  | CB    | Western Michigan | Scelta compensatoria |
| 7                                 | 249    | Logan Woodside   | QB    | Toledo           | Da New England       |
| 7                                 | 252    | Rod Taylor       | G     | Ole Miss         | Scelta compensatoria |
| 7                                 | 253    | Auden Tate       | WR    | Florida State    | Scelta compensatoria |

Scambi di scelte

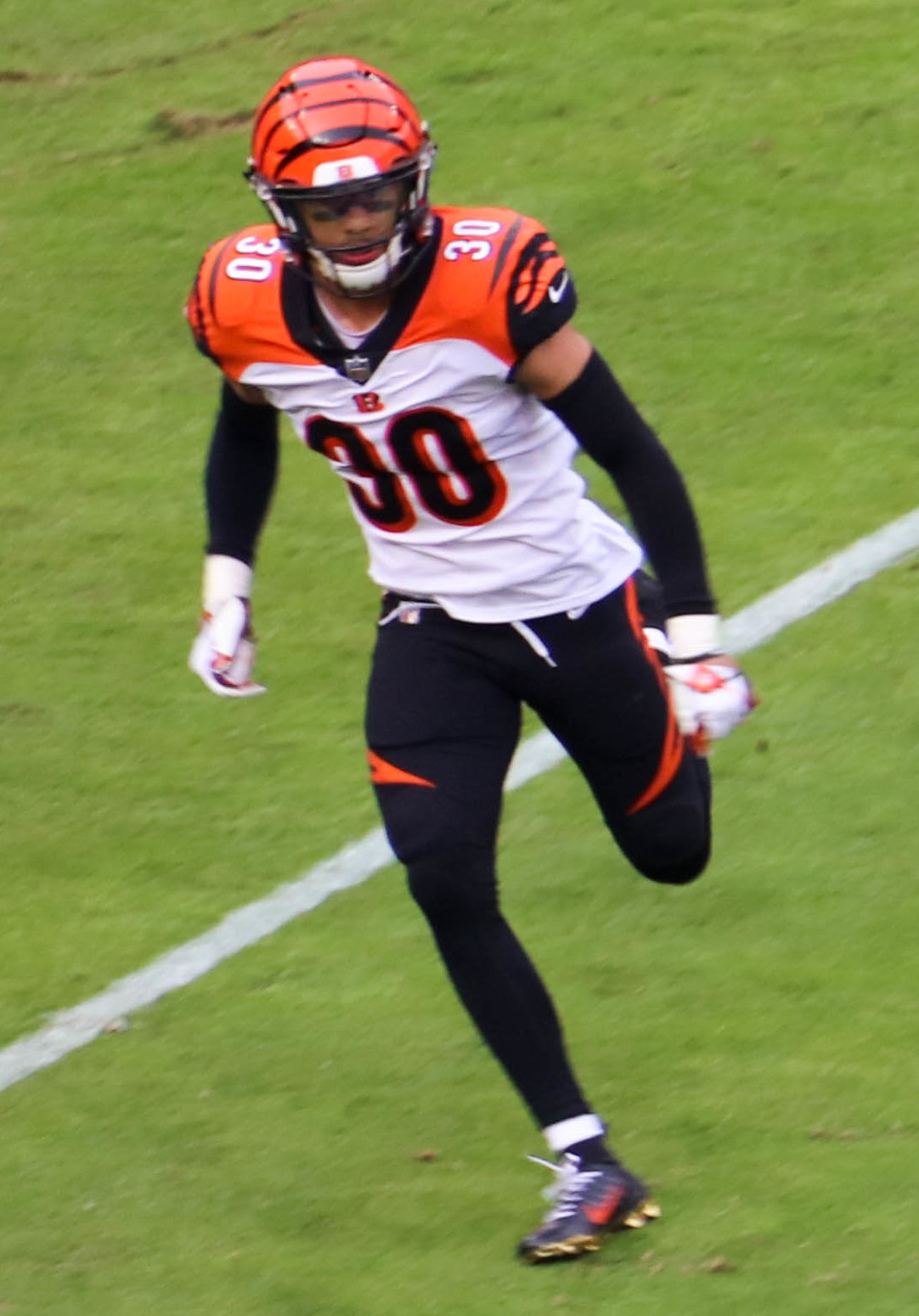
Jessie Bates III è stato la scelta del secondo giro dei Bengals nel 2018

- I Bengals scambiarono le loro scelte nel 1º e 6º giro (12ª e 187ª assolute) a Buffalo in cambio delle scelte nel 1º e 5º giro e l'offensive tackle Cordy Glenn di questi ultimi.
- I Bengals scambiarono una scelta condizionale a Jacksonville in cambio del defensive end Chris Smith di questi ultimi. Siccome Smith fu presente nel roster dei Bengals per almeno sei partite nella stagione 2017, questi ultimi dovettero cedere a Jacksonville la loro scelta nel 7º giro (230ª assoluta).
- I Bengals scambiarono il loro linebacker Marquis Flowers a New England in cambio della scelta nel 7º giro (249ª assoluta) di questi ultimi.
- I Bengals scambiarono le loro scelte nel 2º e 3º giro (46ª e 100ª assolute) a Kansas City in cambio delle scelte nel 2º e 3º giro (54ª e 78ª assolute) di questi ultimi.

### Undrafted free agents
| Undrafted free agents dei Cincinnati Bengals nel 2018 | Undrafted free agents dei Cincinnati Bengals nel 2018 | Undrafted free agents dei Cincinnati Bengals nel 2018 | Undrafted free agents dei Cincinnati Bengals nel 2018 |
| Giocatore                                             | Ruolo                                                 | College                                               | Data dell'ingaggio                                    |
| ----------------------------------------------------- | ----------------------------------------------------- | ----------------------------------------------------- | ----------------------------------------------------- |
| Ka'Ruan White                                         | WR                                                    | West Virginia                                         | 8 maggio 2018                                         |
| Quinton Flowers                                       | RB                                                    | South Florida                                         | 11 maggio 2018                                        |
| Trayvon Henderson                                     | S                                                     | Hawaii                                                | 11 maggio 2018                                        |
| Chris Worley                                          | LB                                                    | Ohio State                                            | 11 maggio 2018                                        |
| Junior Joseph                                         | LB                                                    | Connecticut                                           | 11 maggio 2018                                        |
| Ja'Von Rolland-Jones                                  | DE                                                    | Arkansas State                                        | 11 maggio 2018                                        |
| Ray Lawry                                             | RB                                                    | Old Dominion                                          | 11 maggio 2018                                        |
| Jordan Franks                                         | TE                                                    | UCF                                                   | 11 maggio 2018                                        |
| Gaelin Elmore                                         | DE                                                    | East Carolina                                         | 11 maggio 2018                                        |
| Devonte Boyd                                          | WR                                                    | UNLV                                                  | 11 maggio 2018                                        |
| Austin Fleer                                          | OT                                                    | Colorado Mesa                                         | 11 maggio 2018                                        |
| Tyrice Beverette                                      | S                                                     | Stony Brook                                           | 14 maggio 2018                                        |
| Brad Lundblade                                        | C                                                     | Oklahoma State                                        | 14 maggio 2018                                        |
| Chris Okoye                                           | DT                                                    | Ferris State                                          | 14 maggio 2018                                        |

## Staff
| Staff dei Cincinnati Bengals nel 2018 |
| --- |
| Organi dirigenziali - Presidente/General Manager – Mike Brown - Vicepresidente senior del personale sportivo – Pete Brown - Vicepresidente esecutivo – Katie Blackburn - Vicepresidente del personale sportivo – Paul Brown - Direttore del personale sportivo – Duke Tobin Capo allenatore Marvin Lewis Altri allenatori - Preparatore atletico – Chip Morton - Assistente preparatore atletio – Jeff Friday Allenatori dell'attacco - Coordinatore offensivo – Bill Lazor - Quarterback – Alex Van Pelt - Running back – Kyle Caskey - Wide receiver – Bob Bicknell - Tight end – Jonathan Hayes - Offensive line – Frank Pollack - Assistente offensive line/Wide receiver – Dan Pitcher - Offensive Line/Controllo qualità – Robert Couch Allenatori della difesa - Coordinatore difensivo – Teryl Austin - Defensive line – Jacob Burney - Linebacker – Jim Haslett - Cornerback – Daromte Jones - Safety – Robert Livingstone - Assistente difensivo – Matt Raich - Controllo qualità della difesa/Defensive line – Marcus Lewis Allenatori dello special team - Coordinatore dello special team – Darrin Simmons - Assistente dello special team/Controllo qualità difesa – Brayden Coombs |

## Roster
| Roster dei Cincinnati Bengals nel 2018 |
| --- |
| Quarterback - 14 Andy Dalton - 6 Jeff Driskel Running Back - 25 Giovani Bernard - 33 Tra Carson - 28 Joe Mixon - 32 Mark Walton Wide Receiver - 83 Tyler Boyd - 16 Cody Core - 12 Alex Erickson - 18 A.J. Green - 80 Josh Malone - 15 John Ross - 19 Auden Tate Tight End - 85 Tyler Eifert - 81 Tyler Kroft - 86 Mason Schreck - 87 C.J. Uzomah Offensive Linemen - 65 Clint Boling G - 74 Jake Fisher T - 77 Cordy Glenn T - 68 Bobby Hart T - 69 Cory Helms G - 66 Trey Hopkins G - 70 Cedric Ogbuehi T - 53 Billy Price C - 62 Alex Redmond G - 63 Christian Westerman G Defensive Linemen - 97 Geno Atkins DT - 99 Andrew Billings DT - 96 Carlos Dunlap DE - 98 Ryan Glasgow DT - 94 Sam Hubbard DE - 90 Michael Johnson DE - 68 Josh Tupou DT - 75 Jordan Willis DE Linebacker - 52 Preston Brown OLB - 50 Jordan Evans OLB - 45 Malik Jefferson OLB - 58 Carl Lawson OLB - 56 Hardy Nickerson Jr. MLB - 57 Vincent Rey OLB - 59 Nick Vigil MLB Defensive Back - 30 Jessie Bates III FS - 21 Darqueze Dennard CB - 42 Clayton Fejedelem FS - 22 William Jackson III CB - 27 Dre Kirkpatrick CB - 29 Tony McRae CB - 38 Darius Phillips CB - 36 Shawn Williams SS - 40 Brandon Wilson SS Special Team - 4 Randy Bullock K - 46 Clark Harris LS - 10 Kevin Huber P Lista delle riserve - 55 Vontaze Burfict OLB (Sospeso) - 82 Cethan Carter TE (IR) - 35 Davontae Harris CB (IR) - 41 Trayvon Henderson FS (IR) - 79 Javarius Leamon OT (Did Not Report) - 64 Rod Taylor G (IR) Squadra di allenamento - 49 Moritz Böhringer TE - 93 Andrew Brown DT - 34 Quinton Flowers RB - 88 Jordan Franks HB - 24 C.J. Goodwin CB - 5 Christian Hackenberg QB - 61 Brad Lundblade C - 76 Kent Perkins T - 20 KeiVarae Russell CB - 17 Kermit Whitfield WR - 47 Chris Worley OLB 53 attivi, 6 inattivi, 10 nella squadra di allenamento |
| Legenda - I rookie sono in corsivo. - Il primo ruolo è il principale mentre gli eventuali successivi indicano i ruoli secondari. - (IR) sta per Injured Reserve ed indica la lista ristretta per un solo giocatore infortunato che può tornare ad allenarsi dopo la settimana 6 e a rientrare in prima squadra dopo che questa ha giocato 8 partite. - (NF-Inj.) / (NF-Ill.) stanno rispettivamente per Non-Football Injured e Non-Football Illness ed indicano le liste dove viene inserito un giocatore che ha un infortunio o una malattia non dipendente dal football americano. - (PUP) sta per Physically Unable to Perform ed indica la lista dove viene inserito un giocatore mentre è in attesa di recuperare la condizione fisica. Nella stagione regolare dopo la sesta partita giocata dalla propria squadra, il giocatore ha tempo tre settimane per riprendere ad allenarsi, più tre settimane aggiuntive dal suo rientro agli allenamenti per rientrare in prima squadra. |

## Calendario

### Precampionato
| Precampionato |       |               |               |              |                    |           |        |                    |      |         |
| Settimana     | Data  | Ora           | Data italiana | Ora italiana | Avversario         | Risultato | Record | Stadio             | TV   | Sintesi |
| 1             | 09/08 | 7:00 p.m. EDT | 10/08         | 01:00        | Chicago Bears      | V 30–27   | 1–0    | Paul Brown Stadium | WKRC | Recap   |
| 2             | 18/08 | 7:00 p.m. EDT | 19/08         | 01:00        | at Dallas Cowboys  | V 21–13   | 2–0    | AT&T Stadium       | WKRC | Recap   |
| 3             | 26/08 | 4:00 p.m. EDT | 26/08         | 22:00        | at Buffalo Bills   | V 26–13   | 3–0    | New Era Field      | Fox  | Recap   |
| 4             | 30/08 | 7:00 p.m. EDT | 31/08         | 01:00        | Indianapolis Colts | S 26–27   | 3–1    | Paul Brown Stadium | WKRC | Recap   |

### Stagione regolare
Il calendario della stagione è stato annunciato il 19 aprile 2018.
| Stagione regolare |                         |                    |                    |                         |                    |
| Turno             | Avversario              | Risultato          | Record             | Stadio                  | Sintesi            |
| 1                 | at Indianapolis Colts   | V 34–23            | 1–0                | Lucas Oil Stadium       | Recap              |
| 2                 | Baltimore Ravens        | V 34–23            | 2–0                | Paul Brown Stadium      | Recap              |
| 3                 | at Carolina Panthers    | S 21–31            | 2–1                | Bank of America Stadium | Recap              |
| 4                 | at Atlanta Falcons      | V 37–36            | 3–1                | Mercedes-Benz Stadium   | Recap              |
| 5                 | Miami Dolphins          | V 27–17            | 4–1                | Paul Brown Stadium      | Recap              |
| 6                 | Pittsburgh Steelers     | S 21–28            | 4–2                | Paul Brown Stadium      | Recap              |
| 7                 | at Kansas City Chiefs   | S 10–45            | 4–3                | Arrowhead Stadium       | Recap              |
| 8                 | Tampa Bay Buccaneers    | V 37–34            | 5–3                | Paul Brown Stadium      | Recap              |
| 9                 | Settimana di pausa      | Settimana di pausa | Settimana di pausa | Settimana di pausa      | Settimana di pausa |
| 10                | New Orleans Saints      | S 14–51            | 5–4                | Paul Brown Stadium      | Recap              |
| 11                | at Baltimore Ravens     | S 21–24            | 5–5                | M&T Bank Stadium        | Recap              |
| 12                | Cleveland Browns        | S 20–35            | 5–6                | Paul Brown Stadium      | Recap              |
| 13                | Denver Broncos          | S 10–24            | 5–7                | Paul Brown Stadium      | Recap              |
| 14                | at Los Angeles Chargers | S 21–26            | 5–8                | StubHub Center          | Recap              |
| 15                | Oakland Raiders         | V 30–16            | 6–8                | Paul Brown Stadium      | Recap              |
| 16                | at Cleveland Browns     | S 18–26            | 6–9                | FirstEnergy Stadium     | Recap              |
| 17                | at Pittsburgh Steelers  | S 13–16            | 6–10               | Heinz Field             | Recap              |

- Gli avversari della propria division sono in grassetto.

## Classifiche

### Division
| AFC North            | AFC North | AFC North | AFC North | AFC North                   | AFC North | AFC North | AFC North | AFC North |
| vedi • disc. • mod.  | V         | S         | P         | PCT                         | DIV       | CONF      | PF        | PS        |
| -------------------- | --------- | --------- | --------- | --------------------------- | --------- | --------- | --------- | --------- |
| Pittsburgh Steelers  | 8         | 6         | 1         | Template:Winning percentage | 3–1–1     | 5–5–1     | 384       | 316       |
| Baltimore Ravens     | 10        | 6         | 0         | Template:Winning percentage | 2–3       | 7–4       | 363       | 263       |
| Cleveland Browns †   | 7         | 8         | 1         | Template:Winning percentage | 2–1–1     | 4–5–1     | 309       | 348       |
| Cincinnati Bengals † | 6         | 8         | 0         | Template:Winning percentage | 1–3       | 4–6       | 337       | 413       |

### Conference
| American Football Conference           | American Football Conference | American Football Conference | American Football Conference | American Football Conference | American Football Conference | American Football Conference | American Football Conference | American Football Conference | American Football Conference | American Football Conference |
| Pos.                                   | Squadra                      | Division                     | V                            | S                            | P                            | PCT                          | DIV                          | CONF                         | SOS                          | SOV                          |
| -------------------------------------- | ---------------------------- | ---------------------------- | ---------------------------- | ---------------------------- | ---------------------------- | ---------------------------- | ---------------------------- | ---------------------------- | ---------------------------- | ---------------------------- |
| Capolista di Division                  |                              |                              |                              |                              |                              |                              |                              |                              |                              |                              |
| 1                                      | Kansas City Chiefs           | West                         | 12                           | 4                            | 0                            | .750                         | 5–1                          | 10–2                         | .480                         | .401                         |
| 2                                      | New England Patriots         | East                         | 11                           | 5                            | 0                            | .688                         | 5–1                          | 8–4                          | .482                         | .494                         |
| 3                                      | Houston Texans               | South                        | 11                           | 5                            | 0                            | .688                         | 4–2                          | 9–3                          | .471                         | .435                         |
| 4                                      | Baltimore Ravens             | North                        | 10                           | 6                            | 0                            | .625                         | 3–3                          | 8–4                          | .496                         | .450                         |
| Wild Card                              |                              |                              |                              |                              |                              |                              |                              |                              |                              |                              |
| 5                                      | Los Angeles Chargers         | West                         | 12                           | 4                            | 0                            | .750                         | 4–2                          | 9–3                          | .477                         | .422                         |
| 6                                      | Indianapolis Colts           | South                        | 10                           | 6                            | 0                            | .625                         | 4–2                          | 7–5                          | .465                         | .456                         |
| Non qualificati per i play-off         |                              |                              |                              |                              |                              |                              |                              |                              |                              |                              |
| 7                                      | Pittsburgh Steelers          | North                        | 9                            | 6                            | 1                            | .594                         | 4–1–1                        | 6–5–1                        | .504                         | .448                         |
| 8                                      | Tennessee Titans             | South                        | 9                            | 7                            | 0                            | .563                         | 3–3                          | 5–7                          | .520                         | .465                         |
| 9                                      | Cleveland Browns             | North                        | 7                            | 8                            | 1                            | .469                         | 3–2–1                        | 5–6–1                        | .516                         | .411                         |
| 10                                     | Miami Dolphins               | East                         | 7                            | 9                            | 0                            | .438                         | 4–2                          | 6–6                          | .469                         | .446                         |
| 11                                     | Denver Broncos               | West                         | 6                            | 10                           | 0                            | .375                         | 2–4                          | 4–8                          | .523                         | .464                         |
| 12                                     | Cincinnati Bengals           | North                        | 6                            | 10                           | 0                            | .375                         | 1–5                          | 4–8                          | .535                         | .448                         |
| 13                                     | Buffalo Bills                | East                         | 6                            | 10                           | 0                            | .375                         | 2–4                          | 4–8                          | .523                         | .411                         |
| 14                                     | Jacksonville Jaguars         | South                        | 5                            | 11                           | 0                            | .313                         | 1–5                          | 4–8                          | .549                         | .463                         |
| 15                                     | New York Jets                | East                         | 4                            | 12                           | 0                            | .250                         | 1–5                          | 3–9                          | .506                         | .438                         |
| 16                                     | Oakland Raiders              | West                         | 4                            | 12                           | 0                            | .250                         | 1–5                          | 3–9                          | .547                         | .406                         |
| Criteri di spareggio                   |                              |                              |                              |                              |                              |                              |                              |                              |                              |                              |
| 1. 2. 3. 4. 5. 6. 7. 8. 9. 10.         |                              |                              |                              |                              |                              |                              |                              |                              |                              |                              |
| Legenda                                |                              |                              |                              |                              |                              |                              |                              |                              |                              |                              |
| w — wild card ottenuta                 |                              |                              |                              |                              |                              |                              |                              |                              |                              |                              |
| x — partecipazione ai playoff ottenuta |                              |                              |                              |                              |                              |                              |                              |                              |                              |                              |
| y — campioni di division               |                              |                              |                              |                              |                              |                              |                              |                              |                              |                              |
| z — salto del primo turno di play-off  |                              |                              |                              |                              |                              |                              |                              |                              |                              |                              |
| * — vantaggio del campo ottenuto       |                              |                              |                              |                              |                              |                              |                              |                              |                              |                              |